# Gorgone maculigera
Gorgone maculigera là một loài bướm đêm trong họ Noctuidae.